# Inde aux Jeux olympiques d'hiver de 1964
L'Inde participe aux Jeux olympiques d'hiver de 1964, organisés à Innsbruck en Autriche. Ce pays participe aux Jeux olympiques d'hiver pour la première fois de son histoire. La délégation indienne est formée d'un athlète, Jeremy Bujakowski, porte-drapeau engagé en descente en ski alpin. Il ne termine pas la course et n'est pas classé.

## Contexte
L'Association olympique indienne est reconnue par le Comité international olympique (CIO) le 1er janvier 1927. L'Inde a cependant déjà participé aux Jeux olympiques d'été à trois reprises en 1900, 1920 et 1924, l'Inde ayant participé à chaque édition des Jeux olympiques d'été depuis 1920. En 1964, l'Inde envoie une délégation aux Jeux olympiques d'hiver pour la première fois. Ces Jeux olympiques se tiennent du 29 janvier au 9 février, regroupant 1 091 athlètes issus de 36 comités nationaux olympiques différents. Jeremy Bujakowski est l'unique athlète indien engagé à Innsbruck.

## Ski alpin
Jeremy Bujakowski fait ses débuts aux Jeux olympiques à l'occasion de ces Jeux olympiques d'hiver de 1964, à l'âge de 24 ans. Né en Pologne, Bujakowski émigre en Inde à la fin des années 1940 et obtient la nationalité indienne,. Dans les années 1960, Jeremy Bujakowski est envoyé par ses parents aux États-Unis pour ses études supérieures où il intègre l'Université de Denver,. Il commencer le ski alpin là-bas et s'entraîne à Boise dans l'Idaho. Ses performances sont remarquées et reçoit même une bourse de son Université en 1963. Le 30 janvier 1964, il participe à la descente en ski alpin aux Jeux olympiques,. Malheureusement, il chute lourdement et subit plusieurs fractures et hémorragies internes,. Après quatre opérations chirurgicales en dix-huit mois, il reprend le ski alpin et participe à nouveau aux Jeux olympiques d'hiver en 1968,.

## Résultats

### Ski alpin
| Athlète           | Épreuve         | Course          | Course |
| Athlète           | Épreuve         | Temps           | Rang   |
| ----------------- | --------------- | --------------- | ------ |
| Jeremy Bujakowski | Descente hommes | N'a pas terminé | –      |